# Mecanismo Europeu de Estabilidade
O Mecanismo Europeu de Estabilidade (MEE ou ESM,do inglês, European Stability Mechanism) é um dispositivo político e económico europeu para gerenciar crises financeiras na Zona Euro. Desde 1º de julho de 2012, no âmbito do Pacto Fiscal Europeu, o MEE substitui o Fundo Europeu de Estabilização Financeira (FEEF), criado em resposta à crise da dívida pública na Zona Euro. O MEE não é uma instituição da União Europeia, nem uma agência da UE. Diz respeito apenas aos estados-membros da zona do euro, e o Reino Unido nunca foi um membro. A EFSF e o ESM são entidades jurídicas separadas, mas compartilham funcionários e instalações.
Como mecanismo de auxílio aos países-membros da Zona Euro, deve impedir que estes entrem em dificuldades em razão de endividamentos, o que traria consequências negativas para a moeda comum.

## Sobre as medidas planeadas
Os países-membros eventualmente insolventes devem ser apoiados financeiramente pelo MEE, mediante créditos da comunidade dos países da Zona Euro, sob condições definidas e em acordo mútuo dos países. O tratado da criação do MEE foi assinado no dia 21 de Julho de 2011 na cimeira dos 17 membros da Zona Euro, devendo ser ratificado pelos parlamentos de cada um dos países. Na sequência, o mecanismo provisório de estabilidade, criado em maio de 2010 e que foi extinto em junho de 2013, deve ser substituído pelo MEE. 
Os principais instrumentos do MEE são créditos de emergência e abonos, também considerados como cauções: os países membros endividados devem beneficiar-se de créditos sob condições favoráveis (por exemplo, taxas de juros mais baixas em comparação ao mercado). Para além disso, no tratado do MEE está manifestado que cada membro que esteja sob assistência financeira, fica obrigado a implementar um programa de ajuste macroeconómico, bem como elaborar uma análise detalhada sobre as causas do endividamento do estado. Em paralelo, prevê-se uma estreita colaboração técnica e financeira com o Fundo Monetário Internacional (FMI), como condição de se aproveitar da assistência do MEF.

## Enquadramento Jurídico
No Tratado de Maastricht, onde foi decretado a União Monetária em 1992, até deviam ser explicitamente excluídas, por isso não foram previstas nenhumas formas de assistência financeira para qualquer Estado-Membro endividado. Deveria ser garantida antes, a autonomia e a responsabilidade própria pelo Pacto de Estabilidade e Crescimento (PEC), que impunha certos limites de endividamento aos Estados-Membros, e que abrangia uma rígida Cláusula sobre a Proibição de Intervenção mútua, (em inglês "No-Bailout-Clause"). Esta proíbe à União Europeia e igualmente aos Estados-Membros singulares, a tomada de responsabilidade das obrigações financeiras de outros Estados-Membros particulares. Assim deverá ser evitado o problema de risco moral (em inglês "moral hazard problem") e em contrapartida deverá ser evitado que membros descuidando-se da disciplina financeira, nutram a esperança que, se possam aproveitar do apoio financeiro dos outros estados da UE a pagar (veja também em inglês "Too Big to Fail"). O Pacto de Estabilidade e Crescimento (PEC), no entanto, de facto foi violado já mais do que 60 vezes por Estados-Membros, sem  aplicação de sanções. 
Mais tardar, a partir de 2010, começando com a crise da dívida pública da Grécia, vários Estados-Membros da Zona Euro (PIIGS) estavam considerados endividados de maneira crítica (veja crise da dívida pública da Zona Euro). Devido ao reprocessamento de um desenvolvimento de um mecanismo propriamente amplificador da crise, com o perigo das falências de vários estados, em Maio de 2010, foi criado temporariamente um Mecanismo de Estabilização Financeira como instrumento de primeiro socorro durante três anos. Porém esta primeira medida não bastava para superar a crise. Por isso o Conselho Europeu decidiu criar um Mecanismo de Estabilização Financeira fixo, em dezembro de 2010. Tal mecanismo deve permanecer depois de 2013.

### A Relação com a Cláusula sobre a Proibição de Intervenção
É problemático no MEE a relação dele com a Cláusula sobre a Proibição de Intervenção no artigo 125, TFUE , que exclui a possibilidade de Estados-Membros ou a União inteira ficarem responsáveis pelas dívidas de outros membros. Como justificação do mecanismo provisório de estabilidade foi referido inicialmente no artigo 122, TFUE  que permitia conceder assistências financeiras para os seus Estados-Membros que se "encontrem em dificuldades ou sob grave ameaça de dificuldades devidas a calamidades naturais ou ocorrências excecionais que não possa controlar". Sob a pressão da Grã-Bretanha, não sendo propriamente membro da Zona Euro, foi salientado que caso haja créditos a emprestar a países membros da Zona Euro, responsabilizam-se somente outros membros da Zona Euro. No momento, pode-se emprestar créditos como subsídios à balança de pagamentos, no entanto, não a membros da Zona Euro, que ficam responsabilizados por todos os Estados-Membros da UE. Para resolver este dilema jurídico do tratado, foi estipulado uma alteração do Tratado de Lisboa para o MEE (mecanismo fixo) conseguir entrar em vigor a partir da metade de 2012, sem precisar de modificar a Cláusula sobre a Proibição de Intervenção. Todavia pode ser acrescentado o artigo 136, TFUE  por mais um trecho, que explicitamente possibilitará o caminho a um MEF (mecanismo fixo) para os estados da Zona Euro. Este deverá ser ativado para assegurar a estabilidade do conjunto de todos os países da moeda única. Portanto ajudas financeiras no âmbito do MEF permanente devem ser acorrentadas a condições rígidas.

### Queixas aoTribunal Constitucional Federal da Alemanha
Na Alemanha, contra a nova lei alemã da tomada de garantias, no âmbito de um Mecanismo Estabilidade Europeia, e que decidiu a participação alemã no FEEF, foram apresentadas várias queixas ao Tribunal Constitucional Federal da Alemanha.
Duas queixas dos cientistas Joachim Starbatty, Wilhelm Hankel, Karl Albrecht Schachtschneider, Wilhelm Nölling, do Manager Dieter Spethmann, e do político conservador alemão Peter Gauweiler, chegaram a ter mais atenção pública na Alemanha. As queixas direcionaram-se contra o consentimento alemão ao FEEF, bem como contra a lei alemã criada para regular à maneira de participação na ajuda financeira obrigatória nos créditos para a Grécia. Estes créditos foram concebidos antes da imposição do FEEF, porém tinham funcionamento parecido com os créditos do FEEF. A argumentação da queixa em 2011 foi que o Bundestag não foi envolvido suficientemente no processo de decisão, além disso a UE tornar-se-ia numa "associação de transferência de dinheiro e associação seguradora europeia" pela ajuda financeira da Grécia.
O Tribunal Constitucional Federal da Alemanha rejeitou a queixa a frente da constituição alemã dos cientistas e políticos no dia 7 de Setembro de 2011. O carga da penha alemã a contribuir não ultrapassou nenhum limite máximo. Só era o caso, se a autonomia do Bundestag não só fosse influenciada, mas que o orçamento esvaziasse completamente por um tempo digno de menção. O tribunal vigorou, no entanto, os direitos gerais do Bundestag. Futuros apoios financeiros devem ser encadeados com o consentimento da comissão orçamental do Bundestag alemão que deve concordar com a preconceção. No dia 27 de Outubro de 2011 o Tribunal Constitucional Federal da Alemanha promulgou uma ordem temporária frisando que o parlamento alemão não pode reduzir a sua responsabilidade neste tipo de decisões a um grémio de nove pessoas, como foi o caso anteriormente. 

## Contexto

### Fundação do Mecanismo Europeu de Estabilidade
A fundação de um mecanismo de estabilidade provisório, foi decidido no âmbito da crise Euro numa reunião extraordinária do Conselho para as Questões Económicas e Financeiras na noite do dia 9 ao dia 10 de Maio de 2010.  Antecipou esta reunião, a crise da dívida pública da Grécia que, no dia 25 de março de 2010, resultou num plano de emergência para concessão de garantias bilaterais de crédito no montante de 110 mil milhões (no Brasil, bilhões) de euros. O acordo foi firmado pela Grécia com todos os países da Zona Euro e o FMI.  De facto os juros dos países economicamente fracos na Zona Euro, nomeadamente os da Grécia, subiram outra vez fortemente logo depois, portanto pareciam necessárias novas medidas. Chanceler Angela Merkel do governo alemão propôs como solução por enquanto a exclusão de países endividados excessivamente da União Monetária Europeia para conseguirem declarar a insolvência com menos impacto na Zona Euro, bem como a imposição de um processo de insolvência estatal para países da moeda única, portanto um processo regularizado pelo que um estado endividado excessivamente não precisava de repagar todas as dívidas dele.  Ambas as propostas, porém, foram rejeitadas pelos outros Estados-Membros. Depois do Ministro do Departamento do Tesouro dos Estados Unidos Timothy Geithner apressou os seus colegas dos G-7 no dia 7 de Maio de 2010 para chegarem a uma solução rápida, afinal também a Alemanha concordou em impor o "mecanismo de estabilidade", na cimeira dos dias 9 e 10 de Maio de 2010. Este mecanismo então foi criado num fim-de-semana só, por principal iniciativa francesa e sob pressão temporal maciça, porque os participantes queriam tê-lo resolvido antes que a Bolsa de Valores de Tóquio abra no dia 10 de Maio de 2010 as duas horas de manhã (tempo europeu). O mecanismo de estabilidade foi baseado no Art. 122 do Tratado de Lisboa.
Os juros adicionais de risco dos fundos públicos da Grécia ou Espanha desceram depois do dia da resolução. O Mecanismo de Estabilidade para estes países significava sobretudo assistência financeira. Na altura, Silvio Berlusconi disse sobre o Mecanismo de Estabilidade que França e Itália se tinham imposto, como se estivesse a casa em fogo, não interessava donde vinha a água". Em paralelo foram criadas leis nacionais em cada um Estado membro para encaminhar o MEE. Na noite seguinte foram decididas mais resoluções detalhadas numa reunião excepcional dos ministros do Conselho para as Questões Económicas e Financeiras. Para a implementação do Mecanismo de Estabilidade foram decididas em paralelo novas leis nos Estados-Membros diversos. Havia um bloqueio pela Eslováquia onde a participação no MEE foi polémico na campanha nas eleições de dia 12 de Junho de 2010. No entanto no dia 16 de Maio de 2010 o novo governo eslovaco sob Iveta Radičová, também consentiu no fundo de socorro. 
Numa versão provisória, o Mecanismo Europeu de Estabilidade consiste em capacidades de créditos garantidos de 750 Mil milhões (Brasileiro: Biliões) de Euros, divulgados por três fontes principais:
- 60 Mil milhões (brasileiro: biliões) de Euros dos Estados-Membros sendo fornecidos diretamente pelo Orçamento da União Europeia
- 440 Mil milhões (brasileiro: biliões) de Euros vêm do FEEF, uma sociedade de propósito específico para comprar fundos públicos nos mercados de capitais pelos quais, todos os Estados-Membros se prendem igualmente
- além disso o FMI disponibiliza até a 250 Mil milhões (brasileiro: biliões) de Euros

De qualquer maneira trata-se de apoios por créditos; um país a respeito então deve repagar mais tarde o dinheiro. Contudo os juros concertados para repagar os créditos são distintamente mais baixos do que, aqueles nos mercados de capitais públicos. Por isso um país ao solicitar ajuda financeira combina com a UE mais o FMI um programa de reformas económicas para prevenir crises futuras. 

### Suplemento peloBanco Central Europeu
Em paralelo com as medidas do Conselho Europeu o Banco Central Europeu (BCE) começou a comprar empréstimos estatais de Estados-Membros da Zona Euro altamente endividados. Embora esta medida formalmente não fizesse parte do MEE, ela surgiu de uma decisão própria do BCE, que desta maneira desviou dos seus princípios fundamentais de, nunca comprar títulos de Estados-Membros.  O Artigo 123 do Tratado de Lisboa que proíbe nitidamente ao BCE a compra destes títulos de Estados-Membros, foi contornado de maneira que os títulos não foram comprados diretamente do emissário, mas nos mercados secundários. 

### Decisão de um Mecanismo de Estabilidade Europeu Fixo
Nos meses seguintes a Crise da dívida pública da Zona Euro agravou-se; além da Grécia foram afectados também a Irlanda e Portugal. Em consequência levantaram-se mais vozes em favor de se instalar um mecanismo permanente para futuros casos de crise financeira, depois que fosse extinto o mecanismo provisório, em 2013. Foram rejeitadas diversas propostas, apresentadas por vários Estados, como, por exemplo, a imposição de títulos de empréstimo estatal de todos os Estados-Membros em conjunto, chamado European Stability Bond, ou a imposição de um regulamento de processos de insolvência estatal. No nível jurídico, durante a cimeira do Conselho Europeu, nos dias 16 e 17 de dezembro de 2010,  os chefes dos governos dos 17 Estados-Membros discutiram a possibilidade de acrescentar mais um trecho ao Artigo 136 do TFUE, de modo a possibilitar a imposição de um mecanismo de estabilidade geral. Tal alteração do Tratado de Lisboa teria de ser ratificada pelos Estados-Membros, para vigorar a partir de 1º de Janeiro de 2013. 
O conceito do mecanismo permanente de estabilidade foi confirmado pelos ministros de finanças europeus no dia 21 de Março de 2011  e foi admitida pelos chefes do estado no dia 24 de Março de 2011, na cimeira do Conselho Europeu. O conceito no entanto deixa fora os créditos diretamente fornecidos pelo orçamento da União Europeia. Em vez disto será imposto um fundo do MEE; ao contrário ao FEEF aqui os Estados-Membros pagarão diretamente 80 Mil milhões (Brasileiro: Biliões) de Euros como base do capital. Este pagamento deverá efetuar-se durante cinco anos. Além disso o MEE, assim como o FEEF, pode emitir títulos em valor total de 420 Mil milhões (Brasileiro: Biliões) de Euros, pelo que responsabilizam os Estados-Membros. Uma novidade em comparação ao FEEF é que o MEE também será capaz de comprar permanentemente títulos de empréstimo estatal de Estados-Membros, assim como fez o BCE na crise da dívida pública da Zona Euro. Outra novidade é que títulos de empréstimo estatal de Estados-Membros a partir de 2013 devem conter um regulamento, pelo que possam ser participados também os credores privados nas perdas em situações de emergência excecional. Isto de facto corresponde afinal a solução alemã do regulamento de insolvência estatal.

## O Fundo Europeu de Estabilização Financeira (FEEF)
O Fundo Europeu de Estabilização Financeira (FEEF, em inglês European Financial Stability Facility) é, pela lei luxemburguesa, uma Sociedade Anónima com sede em Luxemburgo (cidade). Foi criado de 7 de Junho de 2010.
Os sócios do FEEF são os Estados-Membros do Eurogrupo, a organização da gestão e o diretório constituído por um representante de cada país. Como gerente foi chamado em dia 1 de Julho de 2010 o alemão Klaus Regling quem geriu de 2001 ate 2008 a Direção-geral de Economia e Finanças da Comissão Europeia. Depois de 90% dos Estados-Membros terem ratificado a criação do FEEF, ele tornou-se em vigor no dia 4 de Agosto de 2010. A ratificação foi completada pelos últimos Estados-Membros a serem aceites (a Bélgica, a Eslovénia e a Eslováquia) no princípio de Dezembro 2010. Na Áustria seguiu-se a aprovação no dia seguinte. 
No caso de crise o FEEF seria capaz de levantar créditos até 440 Mil milhões (brasileiro: Biliões) de Euros, emitindo títulos de empréstimo pelos quais os membros responsabilizam-se até ao montante negociado. Estes créditos vão ser passados aos países economicamente fracos que já não se conseguem sustentar propriamente nos mercados capitais a juros pagáveis. De qualquer forma, antes de qualquer ajuda financeira é necessário uma resolução unânime do Diretório, então de todos os Estados-Membros do Eurogrupo. As condições dos créditos do FEEF passados aos Estados-Membros foram elaborados pela Comissão Europeia. Estas podem designadamente incluir até medidas da consolidação orçamental do país atingido.
Para os títulos do FEEF ficarem com a melhor avaliação de AAA das Agências principais de Rating, os créditos são assegurados por 120%. Portanto, em cada emissão todos os países da Zona Euro responsabilizam por mais 20% do que se referia à sua própria quota. Na altura da criação do FEEF apenas seis dos 16 países membros (a Estónia entrou na Zona Euro no primeiro de Janeiro de 2011) da Zona Euro tinham a avaliação AAA. Sem este super-asseguramento de uma avaliação média nunca tinha conseguido uma média total de AAA, que significava que, o levantamento dos créditos para o financiamento próprio sairia bem mais caro. No fim de Março de 2011 foi decidido novamente um alargamento das capacidades do FEEF quando era evidente que uma garantia de, até a 20% acima não bastava para ficar com a avaliação de AAA, para desta forma, ficarem com um refinanciamento de 440 Mil milhões (brasileiro: biliões) de Euros ainda em condições aceitáveis. Portanto o alargamento de garantias significou também um alargamento em termos de dinheiro de cada quota dos Estados-Membros. A Alemanha aceitou um aumento de garantias financeiras no Bundestag no dia 29 de Setembro de 2011 com grande maioria. Como único país dos 17 países da Zona Euro em 2011, a Eslováquia em primeira posição rejeitou um alargamento da contribuição, que parou o alargamento inteiro, por enquanto. Num segundo voto no dia 13 de Outubro em 2011, no entanto, havia uma maioria de deputados do governo e da oposição votando a favor da amplificação.
Os primeiros títulos de empréstimo foram emitidos com uma dureza de cinco anos no dia 25 de Janeiro de 2011 com um volume de cinco Mil milhões (brasileiro Biliões) de Euros a um rendimento inicial de 2.89%. Este empréstimo foi disponibilizado à Irlanda. Numa cimeira extraordinária do Conselho Europeu no dia 21 de Julho foi decidida uma reforma do FEEF que possibilita também a compra de Empréstimos Estatais de países endividados em mercados secundários, se todos os 17 Estados-Membros da Zona Euro consentirem. Para conseguir aumentar o impacto do FEEF e para multiplicar o efeito dele por Alavancagem financeira, no mínimo, até a um Bilião (Brasileiro: Mil Biliões) de Euros, no dia 26 de Outubro de 2011, no dia, então, da cimeira de crise do Euro em Bruxelas, o Bundestag alemão consentiu na proposta de resolução ao FEEF quase unanimemente - com única exceção do partido "DIE LINKE" (alemão: "a Esquerda"). Houve combinações dos ministros financeiros em Bruxelas com base nesta proposta de resolução, como de facto pode ser maximizado a "capacidade de adjudicação de créditos do FEEF".
No dia 26 de novembro de 2011 escreveu o semanário alemão "Der Spiegel" que de facto o fundo de resgate sai bastante menor que inicialmente planeado. A razão: a maneira reservada dos patrocinadores. Alegaram que Paris e Berlim entretanto trabalhavam num tratado europeu todavia, a tentativa de multiplicar por Alavancagem financeira as medidas restantes do FEEF de 250 Mil milhões (Brasileiro: Biliões) de Euro, estava quase a fracassar. Por essa razão, num encontro do Eurogrupo o gestor do FEEF, Klaus Regling, propôs duas variações, que ambas apenas falavam mais numa duplicação, portanto num aumento de 500, mas no máximo de 750 Mil milhões (brasileiro: Biliões) de Euros.

## A Participação de cada um dos Estados-Membros
A tabela seguinte mostra as garantias referidas de cada um dos Estados-Membros da Zona Euro no MEE provisório no momento da sua criação. De facto as contribuições a pagar de cada país podem exceder o limite máximo combinado, porque os custos do FEEF, os custos da adjudicação dos créditos, bem como os custos dos juros, que o FEEF paga aos credores precisam de ser sustentados pelos Estados-Membros, sem serem acrescentados ao limite máximo da contribuição.
Os estados participam no financiamento tanto pelas garantias dadas, como também nas contribuições no FMI. Porém em nenhum dos casos vão ser disponibilizados diretamente recursos adicionais pelas garantias: a garantia do FEEF apenas pode ser aplicada, se o FEEF não estiver em condições nenhumas de repagar os próprios empréstimos (que apenas seria o caso, se os Estados-Membros recebendo ajuda financeira ainda assim ficassem insolventes, apesar de serem apoiados pelo FEEF). O crédito do FMI por sua vez fica liquidado pelas medidas regulares do orçamento do FMI, cujos financiadores - sobretudo os EUA como principal financiador - sejam os Estados-Membros do FMI, pela sua contribuição combinada. De facto até ao actual momento só foram disponibilizados empréstimos deste tipo para a Irlanda e para Portugal.
| Estado-membro | Percentagem de contribuições | Quantidade de títulos | Quotação (€)    | PIB Nominal 2010 (milhões de US$) |
| ------------- | ---------------------------- | --------------------- | --------------- | --------------------------------- |
| Alemanha      | 27.1464                      | 1,900,248             | 190,024,800,000 | 3,315,643                         |
| França        | 20.3859                      | 1,427,013             | 142,701,300,000 | 2,582,527                         |
| Itália        | 17.9137                      | 1,253,959             | 125,395,900,000 | 2,055,114                         |
| Espanha       | 11.9037                      | 833,259               | 83,325,900,000  | 1,409,946                         |
| Países Baixos | 5.717                        | 400,190               | 40,019,000,000  | 783,293                           |
| Bélgica       | 3.4771                       | 243,397               | 24,339,700,000  | 465,676                           |
| Grécia        | 2.8167                       | 197,169               | 19,716,900,000  | 305,415                           |
| Áustria       | 2.7834                       | 194,838               | 19,483,800,000  | 376,841                           |
| Portugal      | 2.5092                       | 175,644               | 17,564,400,000  | 229,336                           |
| Finlândia     | 1.7974                       | 125,818               | 12,581,800,000  | 239,232                           |
| Irlanda       | 1.5922                       | 111,454               | 11,145,400,000  | 204,261                           |
| Eslováquia    | 0.824                        | 57,680                | 5,768,000,000   | 86,262                            |
| Eslovénia     | 0.4276                       | 29,932                | 2,993,200,000   | 46,442                            |
| Luxemburgo    | 0.2504                       | 17,528                | 1,752,800,000   | 52,433                            |
| Chipre        | 0.1962                       | 13,734                | 1,373,400,000   | 22,752                            |
| Estónia       | 0.186                        | 13,020                | 1,302,000,000   | 19,220                            |
| Malta         | 0.0731                       | 5,117                 | 511,700,000     | 7,801                             |

### Pacote de Resgate para Irlanda
No dia 28 de Novembro de 2010 foi aprovado um pacote de assistência financeira para a Irlanda num montante de 85 mil milhões de euros. Os primeiros títulos de empréstimo foram emitidos no dia 25 de Janeiro de 2011.

### Pacote de Resgate para Portugal
O segundo país da Zona Euro a solicitar e receber ajuda financeira do FEEF foi Portugal. Seguindo a exigência de assistência financeira das autoridades portuguesas do dia 7 de Abril de 2011, foram aceites os termos e condições do pacote de ajuda financeira pelo Eurogrupo, pelo Conselho para as Questões Económicas e Financeiras, assim como, pelos ministros financeiros dos Estados-Membros no dia 17 de maio de 2011. O pacote financeiro cobrará as necessidades portuguesas de 78 Mil milhões (brasileiro: biliões) de Euros. A UE pelo MEF e o FEEF fornecerão cada um 26 mil milhões de euros, repartidos por três anos. A terceira parte de assistência - mais 26 mil milhões de euros, vem do FMI e foi aprovado no dia 20 de maio de 2011.
O FEEF foi ativado para Portugal em junho de 2011. Primeiro foi emitido o volume de cinco mil milhões de euros em bonds de 10 anos no dia 15 de junho de 2011, e mais 3 mil milhões de euros no dia 22 de junho de 2011 pelo BNP Paribas, Goldman Sachs International e Royal Bank of Scotland.

## Crítica
O advogado e crítico da lei europeia Walter Obwexer natural de Innsbruck, Áustria, remarcou o seguinte: "em contraste com as outras organizações europeias não está prevista fiscalização parlamentar, como é o caso da comissão europeia. Não há influencia parlamentar no seu trabalho. O MEE não fica enquadrado com poucas exceções (por exemplo a competência do Tribunal de Justiça da União Europeia na arbitragem) em nenhum sistema, de separação dos poderes. O seu trabalho nem é publico, nem transparente." O diretório assim requeria o capital nominal a pagar, relativamente a própria medida. O MEE alem disso tinha a possibilidade de levantar créditos próprios. Obwexer crítica que apesar das transações permitidas, não está planeada nenhuma prova de contas pelo Tribunal de Contas Europeu. Um controlo de contas efectua-se por fiscalizadores externos encarregados do conselho de governadores. 
A realização do MEE foi criticada na Alemanha pelo "Ifo Institut für Wirtschaftsforschung" (alemão Instituto independente da Ciência de Finanças) cujo, presidente Hans-Werner Sinn, avisou que o fundo de resgate para a Alemanha significa não só uma "aventura incalculável", mas também um "travão de crescimento económico alemão de certeza". Entre outras afirmações, alegou que a Alemanha de facto assume as garantias das dívidas de outros países endividados que vão afectar e aumentar bastante o refinanciamento do estado alemão, novamente.  Ele advogou a causa de acabamento controlado da transferência de Mil milhões (brasileiro: Biliões) de Euros para países de economia fraca e criticando o governo e o Bundestag alemão, de enfraquecer a moeda Euro, falhando ao ter imposto exigências concretas de condições de créditos, e arriscando a obra-prima da União Europeia inteira. 
O presidente da fundação alemã "Stiftung Ordnungspolitik" e da fundação "Centrum für Europäische Politik", Lüder Gerken crítica que o MEE não abrangeu o coração dos problemas dos países no sul da Europa: estes não resultam apenas do endividamento estatal, mas são também consequências da economia nacional baseada num défice corrente, nas balanças comerciais. Só seria possível os combater através de reformas na economia real. Embora, tais reformas teoricamente façam parte do MEE, pelas assistências financeiras serem encadeadas com as "condições rígidas" de reformas estruturais, Gerken frisa que, na prática será difícil impor estas condições com uma rigidez precisa, pois os outros Estados-Membros quase não tem hipóteses de impedir os apoios, portanto estariam sempre numa posição fraca a negociar estas condições. Neste atraso de reformas necessárias estruturais, Gerken vê o perigo de uma ocupação permanente deste convénio de estabilidade por alguns países, e contempla as medidas tomadas como uma - não tencionada, mas aceitada - entrada no caminho para uma "União de Dívidas". 
Designadamente o político de finanças do partido alemão FDP (o partido liberal), Frank Schäffler criticou veemente o fundo de estabilidade. Entre as várias críticas, ele acusou o Conselho Europeu de cometer colectivamente uma violação contra a Cláusula sobre a Proibição de Intervenção, bem como a centralização económica política e, ao pretender uma política desrespeitando a economia da UE, portanto a encaminhar uma economia planificada. 
Por consequência está a preparar um plebiscito dentro do partido alemão FDP. 
Na Belgica, um movimento contra o mecanismo europeu de estabilidade foi criado por cidadãos, na iniciativa do CADTM Belgique. Na Finlândia, o partido da oposição, os Verdadeiros Finlandeses e o Partido do Centro (Finlândia) tomaram posição contra o MEE e contra a ajuda financeira a países com problemas financerios. Em França, o partido esquerdista Front de Gauche estimava que o MEE era nada mais do que outra forma da generalização do esquema que, já foi criado de uma maneira errada na Grécia.. Havia mais crítica parecida em França à esquerda e à direita. Geert Wilders, o presidente do Partido da Liberdade, opôs-se contra quaisquer aumentos ou transferencias sistemáticas de pagamentos dos Países Baixos para outros membros gravemente endividados.
Havia mais críticas de forma parecida feitas por vários políticos europeios e até políticos alemães do próprio partido CDU/CSU de Angela Merkel, tentando obstaculizar a assistência financeira. O econmista Max Otte criticou o regulamento europeu planeado do MEE, para o resgate do Euro e a posição de Angela Merkel como: "milionários e oligarcas - estes são os únicos a ser resgatados." 